# Stockton North (circonscription britannique)

Stockton North par rapport au territoire de Cleveland.

La circonscription de Stockton North est une circonscription électorale anglaise située dans l'ancien comté de Cleveland et représentée à la Chambre des communes du Parlement britannique.